# Богойна
Богойна (болг. Богойна) — село в Болгарии. Находится в Перникской области, входит в общину Трын. Население составляет 4 человека.